# Kings Sutton with Newbottle

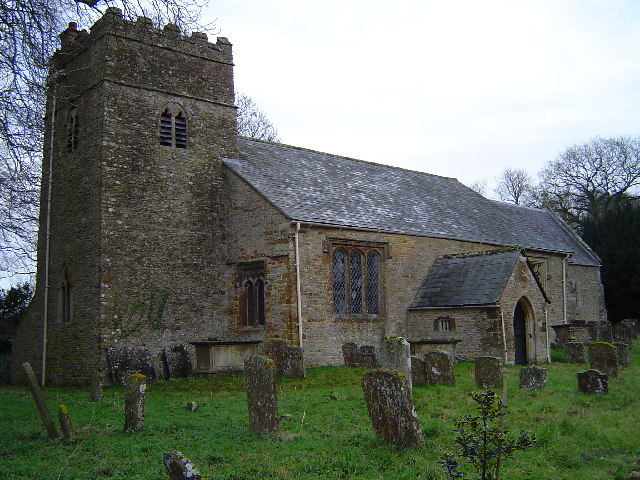
Newbottle

Kings Sutton with Newbottle var en civil parish från 1885 till 1896 då den blev en del av Kings Sutton och Newbottle, i grevskapet Northamptonshire, i England. Civil parish var belägen 8 km från Brackley och hade 1 564 invånare år 1891.